# Алексеев, Евгений Петрович
Евге́ний Петро́вич Алексе́ев (род. 11 декабря 1977) — казахстанский байдарочник, мастер спорта международного класса.

## Биография
Живёт и тренируется в Шымкенте. Специализируется в гонках на каяках-двойках.
Серебряный призёр (партнеры — Александр Емельянов, Дмитрий Торлопов и Евгений Егоров) Азиатских игр в Гуанчжоу (Китай) на каяке-четверке .
Чемпион Азии 2011 года в Тегеране (партнер — Алексей Дергунов).
Участник Олимпийских игр 2012 года в Лондоне с Алексеем Дергуновым.
Алексей Дергунов и Евгений Алексеев на дистанции 500 метров на третьем этапе Кубка мира 2013 года в Польше закончили спринтерскую гонку на втором месте.